# Taiwanomyia seticornis
Taiwanomyia seticornis là một loài ruồi trong họ Limoniidae. Chúng phân bố ở miền Cổ bắc.